# Sărbătoarea cartofilor copți
Sărbătoarea cartofilor copți (în rusă Праздник печёной картошки, transliterat: Prazdnik pecionoi kartoșki, în ucraineană Свято печеної картоплі, transliterat: Sveato pecenoii kartopli) este un film dramatic sovietic din 1977 regizat de Iuri Illienko⁠(d) și produs de Studioul de Film „A. Dovjenko” din Kiev. Rolurile principale au fost interpretate de actorii Liudmîla Iefîmenko⁠(d), Roman Gromadski⁠(d) și Leonid Ianovskîi⁠(d).
Filmul este inspirat din evenimente reale și relatează povestea eroismului, nobleței sufletești și sacrificiului de sine a rusoaicei Aleksandra Avramovna Derevskaia⁠(d) (1902–1959), o mamă-eroină⁠(d) care a adoptat și crescut 48 de copii orfani de diferite naționalități în perioada celui de-al Doilea Război Mondial. Premiera filmului a avut loc în ziua de 13 octombrie 1977.

## Rezumat
Tinerii Anna, o asistentă medicală, și Timofei, un soldat rănit al Armatei Roșii, sunt capturați de militarii albi în timpul Războiului Civil Rus, dar reușesc să evadeze. Se îndrăgostesc, dar războiul îi desparte pentru un timp. După încheierea războiului, Timofei o caută pe Anna și află că femeia adoptase copii orfani, pe care-i creștea ca și cum ar fi ai ei. Cei doi se căsătoresc, iar creșterea și educarea copiilor orfani devine vocația vieții lor. Familia lor se mărește an de an.
Ca urmare a declanșării celui de-al Doilea Război Mondial, Timofei este mobilizat în Armata Roșie și moare ulterior pe front. Armata Germană invadează Uniunea Sovietică și înaintează pe teritoriul sovietic, ajungând în regiunea unde locuiau Anna și Timofei. Femeia rămâne împreună cu copiii adoptivi pe teritoriul ocupat de germani, iar partizanii sovietici îi trec în spatele frontului pentru a-i proteja. Numărul copiilor îngrijiți de Anna crește tot mai mult, iar Anna ajunge să îngrijească zeci de copii orfani ai căror părinți au fost uciși pe front sau au murit de foame.
Femeia și copiii se întorc la casa lor după eliberarea teritoriului sovietic și își continuă acolo traiul. Prima lor masă, pe care o iau împreună după victorie, este formată din cartofi culeși de pe câmpul minat din apropierea casei. Pentru a putea face față mai ușor greutăților, Anna acceptă să se căsătorească cu partizanul Zahar, pe care-l cunoștea din perioada războiului. În anii următori, prin mijlocirea foștilor partizani, autoritățile sovietice înființează un orfelinat, căruia îi alocă două hectare de teren pentru amenajarea unei grădini de legume și îi pun la dispoziție vaci și capre. Anna este numită în funcția de director al orfelinatului, dar refuză să se despartă de copiii ei adoptivi și continuă să locuiască împreună cu ei în aceeași casă. 
Timpul trece, copiii devin oameni maturi și se împrăștie în toate colțurile Uniunii Sovietice. Ei continuă să păstreze în suflet pentru totdeauna o parte din căldura acestei femei și răspândesc bunătatea ei în lumea largă. Anna moare, iar copiii crescuți de ea decid să se adune o dată la trei ani, în ziua de naștere a mamei lor adoptive, pentru a-i cinsti memoria. Membrii acestei familii numeroase se adună și mănâncă laolaltă cartofi copți, felul de mâncare preferat al Annei pentru masa de sărbători.

## Distribuție
- Liudmîla Iefîmenko⁠(d) — Anna, o asistentă medicală care adoptă și crește copii orfani (menționată Liudmila Efimenko)[7][8][9]
- Roman Gromadski⁠(d) — Zahar, partizan sovietic[7][8][9]
- Leonid Ianovskîi⁠(d) — ofițerul Gheorghi („Jora”) Kolosov / tatăl lui Jora, ofițer din Armata Albă (menționat Leonid Ianovski)[7][8][9]
- Viktor Pancenko⁠(d) — Timofei, soțul Annei, fost militar al Armatei Roșii[7][8][9]
- Ira Cerednîcenko — Marta, fata cea mai mare (menționată Ira Cerednicenko)[7][8][9]
- Ihor Fedotov — Jora, fiul unui ofițer al Armatei Albe (menționat Igor Fedotov)[7][8][9]
- Iulia Zadorojna — Lidocika (menționată Iulia Zadorojnaia)[7][8][9]
- Anea Ihnatiuk — Anea (menționată Anea Ignatiuk)[7][8][9]
- Liuba Iermakova — Liuba (menționată Liuba Ermakova)[7][8][9]
- Oleh Stasiev — Petea, fiul unui „partizan” (menționat Oleg Stasev)[7][8][9]
- Sașa Leleko — Serghei („Serioja”), fiul unui „partizan”[7][8][9]
- Volodîmîr Oleksienko⁠(d) — poștașul (menționat V. Alekseenko)[7][8][9]
- Nikolai Grinko⁠(d) — ofițerul german (menționat N. Grinko)[7][8][9]
- Bohdan Beniuk⁠(d) — partizan sovietic, iubitul Martei (menționat B. Beniuk)[7][8][9]
- Iuri Dubrovin⁠(d) — santinela din Armata Albă (menționat Iu. Dubrovin)[7][8][9]
- Vadîm Illienko⁠(d) — căpitanul Semionov, fiul unui ofițer al Armatei Roșii (menționat V. Ilienko)[7][8][9]
- Olena Illienko⁠(d) (menționată Lena Ilienko)[7][8][9]
- Mariia Illienko (menționată Mașa Ilienko)[7][8][9]
- Anea Kotlear[7][8][9]
- Alina Kozak[7][8][9]
- Oleh Lohmatov (menționat Oleg Lohmatov)[7][8][9]
- Oksana Lukina[7][8][9]
- Ivanka Moțar — Ivanka[7][8][9]
- Lesea Muhina[7][8][9]
- Lionea Muhin[7][8][9]
- Andrei Nosaci[8][9]
- Dima Podgorețki[7][8][9]
- Igor Sokolenko[7][8][9]
- Igor Filonenko[7][8][9]
- Olea Cerkasova[7][8][9]
- Henadii Bolotov⁠(d) (menționat G. Bolotov)[7][8][9]
- Serhii Brjestovskîi⁠(d) (menționat S. Brjestovski)[7][8][9]
- Volodîmîr Volkov⁠(d) (menționat V. Volkov)[7][8][9]
- Neonila Hnepovska⁠(d) — doctorița (menționată N. Gnepovskaia)[7][8][9]
- A. Nekrasova[7][8][9]
- Ivan Matveev⁠(d) (menționat I. Matveev)[7][8][9]
- Tatiana Mitrușina⁠(d) (menționată T. Mitrușina)[7][8][9]
- Mîkola Oliinîk⁠(d) — militar al Armatei Roșii (menționat N. Oleinik)[7][8][9]
- Serhii Pidhornîi⁠(d) (menționat S. Podgornîi)[7][8][9]
- Veronika Pereverzieva (menționată V. Pereverzeva)[7][8][9]
- Anatolii Pereverziev⁠(d) (menționat A. Pereverzev)[7][8][9]
- Les Serdiuk⁠(d) — funcționar sovietic al Comitetului Executiv (menționat L. Serdiuk)[7][8][9]
- Vasîl Fușcîci⁠(d) — Vasili Vasilievici Vorona, partizan sovietic (menționat V. Fușcici)[7][8][9]
- Margarita Kavka (nemenționată)[8]

## Producție

### Context artistic
Cineastul ucrainean Iuri Illienko⁠(d) a devenit cunoscut în Uniunea Sovietică la începutul anilor 1970 pentru filmul Pasărea albă cu o pată neagră (1971), care obținuse Marele Premiu („Medalia de Aur”) la ediția a VII-a⁠(d) a Festivalului Internațional de Film de la Moscova și era considerat un film reprezentativ al cinematografiei poetice ucrainene. Următorul său film, coproducția sovieto-iugoslavă În ciuda tuturor (Наперекор всему, 1972), inspirată din lupta muntenegrenilor împotriva Imperiului Otoman de la sfârșitul secolului al XVIII-lea, a fost asemănător stilistic cu Pasărea albă cu o pată neagră și a consolidat faima internațională a regizorului.
Situația artistică din RSS Ucraineană s-a schimbat însă după revocarea în mai 1972 a liderului politic reformator Petro Șelest din postul de prim-secretar al Comitetului Central al Partidului Comunist din Ucraina, și înlocuirea sa cu Volodîmîr Șcerbîțkîi, un aliat al liderului sovietic Leonid Brejnev, care, în cursul mandatului său de prim-secretar (1972–1989), a dus o politică de rusificare a RSS Ucrainene. Schimbările survenite la vârful politicii au afectat cinematografia: Sveatoslav Ivanov a fost demis în cursul aceluiași an din funcția de președinte al Comitetului de Stat al Cinematografiei din RSS Ucraineană, iar, printr-o rezoluție a Comitetului Central din 1972, conducătorii Partidului Comunist din Ucraina au decis că stilul cinematografic poetic este „anticomunist, retrograd și favorabil naționalismului burghez ucrainean”. În urma acestei decizii, cinematografia poetică ucraineană a fost interzisă în anul 1973, iar cineaștii acestei mișcări au fost supuși unor restricții: li s-a interzis să mai filmeze și unii dintre ei au fost chiar întemnițați.

### Realizarea filmului
Pentru a-și putea continua activitatea artistică, regizorul ucrainean Iuri Illienko a fost nevoit să încheie o serie de compromisuri cu autoritățile comuniste și să accepte realizarea unor filme conforme ideologiei sovietice. Creațiile artistice ulterioare ale cineastului sunt rezultatul acestor compromisuri, fiind considerate filme mediocre, pe care Illienko însuși a preferat să le omită în interviurile acordate în perioada postsovietică. Sărbătoarea cartofilor copți se înscrie în categoria acestor filme. Filmul a fost produs de studioul cinematografic sovietic „A. Dovjenko” din Kiev (Творческое объединение «Время») și a fost regizat de Iuri Illienko. Scenariul filmului a fost scris de Evhen Onopriienko (1925–1997), redactor și scenarist al Studioului „A. Dovjenko”, iar redactorul studioului a fost Vitalii Iurcenko⁠(d), care colaborase anterior cu Illienko la realizarea Pasării albe cu o pată neagră. Producția a fost coordonată de directorul V. Smertiuk.
Filmările au fost realizate în anul 1976 pe peliculă color și s-au desfășurat sub coordonarea directorului de imagine Vadîm Illienko⁠(d), fratele mai mare al regizorului. Rolurile principale au fost interpretate de actorii Liudmîla Iefîmenko⁠(d), Roman Gromadski⁠(d), Leonid Ianovskîi⁠(d) și Viktor Pancenko⁠(d). O scurtă apariție, „neașteptată și fugară”, într-un rol secundar a avut-o aici cunoscutul actor ucrainean Nikolai Grinko⁠(d).
Decorurile au fost proiectate de Serhii Brjestovskîi⁠(d), iar costumele au fost confecționate de designera Alla Șesterenko⁠(d). Sunetul a fost înregistrat de inginerul Anatolii Cernoocenko⁠(d), iar muzica a fost compusă de Volodîmîr Huba, interpretată de Orchestra Simfonică de Stat a RSS Ucrainene⁠(d), sub bagheta dirijorului Natan Basov, și înregistrată de Iurii Vînnîk. Montajul filmului a fost realizat de Eleonora Summovska⁠(d). Lungimea peliculei este de 2472 de metri.

## Recepție

### Lansare
Sărbătoarea cartofilor copți a fost lansat în cinematografele din Uniunea Sovietică în ziua de 13 octombrie 1977, dar unele baze de date menționează că premiera filmului a avut loc abia în februarie 1978. Filmul a fost distribuit apoi și în alte țări socialiste precum Republica Socialistă România (3 aprilie 1978), Republica Democrată Germană (premieră cinematografică în 27 octombrie 1978 și premieră TV în 9 noiembrie 1978 la DFF 2), Republica Populară Ungară (1 noiembrie 1979) ș.a.
Premiera filmului în România a avut loc în ziua de 3 aprilie 1978; filmul, care a fost prezentat drept „omagiu generozității feminine”, a rulat în perioada următoare în unele cinematografe bucureștene precum Victoria (aprilie 1978), Cinema Studio (aprilie 1978), Volga (aprilie 1978), Miorița (aprilie 1978) ș.a., dar și în unele cinematografe din alte orașe (de exemplu, la Iași, Botoșani și Dorohoi, Târgu Mureș, Suceava, Sfântu Gheorghe, Fălticeni, Miercurea Ciuc, Craiova, Reșița, Pașcani, Câmpulung Moldovenesc, Lugoj, Odorheiu Secuiesc, Timișoara, Vatra Dornei, Cehu Silvaniei ș.a.), inclusiv până în septembrie 1982.

### Răspuns critic
Filmul lui Illienko scoate în evidență profilul moral al unei eroine atipice în contextul celui de-al Doilea Război Mondial și constituie, astfel, un omagiu cinematografic contemporan adus unei femei luptătoare pentru o viață mai bună a generațiilor următoare. Întâmplările prezentate în film au loc în vremuri de restriște, dar, cu toate acestea, războiul constituie aici doar un fundal „destul de estompat”. Recenziile criticilor contemporani au evidențiat preocuparea cineastului de a dezvălui universul interior al eroilor săi și senzația de autenticitate pe care o degajă acest film. Astfel, într-un articol publicat în mai 1978 în revista Cinema, jurnalista română Cristina Corciovescu a inclus Sărbătoarea cartofilor copți, alături de alte trei filme sovietice contemporane (Colonel în rezervă, Concediul care nu a avut loc și Dragoste și... statistică), în rândul filmelor medii „de bună calitate” și a susținut că, în ciuda unor imperfecțiuni în ceea ce privește inspirația regizorală, limbajul cinematografic și calitatea imaginii, cele patru filme sus-menționate au ca principal merit „abordarea lucidă a unor probleme și conflicte proprii sufletulul omenesc, fără festivism grandilocvent”. Cu toate acestea, potrivit Cristinei Corciovescu, acest film de război reprezintă „o înșiruire de momente destul de anodine”, în ciuda prezenței unor scene exterioare „impregnate cu ceva din poezia filmelor lui Dovjenko”.
O opinie mai entuziastă a formulat-o profesorul ucrainean Veaceslav Kudin, fost rector al Institutului Național de Teatru, Cinematografie și Televiziune „Ivan Karpovîci Karpenko-Karîi” din Kiev (1965–1968), care a susținut că filmele Seara în ajunul lui Ivan Kupala (Вечір на Івана Купала, 1968), Visează și crede (Мечтать и жить, 1974) și Sărbătoarea cartofilor copți ale lui Iuri Illienko „surprind prin culoarea bogată, viziunea poetică amplă și reprezentarea fidelă a naturii”, dar a completat că, uneori, „utilizarea fantastică și exuberantă a tehnicilor artistice de către regizor nu are precizie în transmiterea ideilor sale creative către spectator”.
Enciclopedia cinematografică germană Lexikon des internationalen Films descrie astfel acest film: „Povestea de viață a unei femei care a avut grijă de orfani în perioada de la Războiul Civil până la cel de-al Doilea Război Mondial și le-a dat un cămin la 48 dintre aceștia. Un imn de laudă pentru dragostea maternă, al cărui spirit umanist este contrabalansat de deficiențe de producție.”.